# Wataru Hashimoto
Wataru Hashimoto (橋本 和?, Hashimoto Wataru; Nagahama, 14 settembre 1986) è un calciatore giapponese, difensore del FC Gifu Second.

## Palmarès

### Club

#### Competizioni nazionali
- J2 League: 1

Kashiwa Reysol: 2010
- Campionato giapponese: 1

Kashiwa Reysol: 2011
- Supercoppa del Giappone: 1

Kashiwa Reysol: 2012
- Coppa dell'Imperatore: 2

Kashiwa Reysol: 2012
Vissel Kōbe: 2019
- Coppa J. League: 1

Kashiwa Reysol: 2013

#### Competizioni internazionali
- Coppa Suruga Bank: 1

Kashiwa Reysol: 2014